# APC-Verbindung

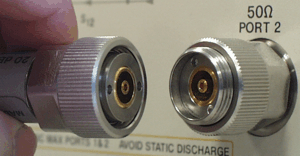
APC-7 Koaxialverbindung an einem Netzwerkanalysator

APC-Verbindungen, die Abkürzung APC steht für englisch Amphenol Precision Connector, manchmal auch nur als Precision Connector bezeichnet, sind im Bereich der Hochfrequenztechnik eine Gruppe von koaxialen Verbindern die nicht in Stecker und Buchsen unterteilt werden und betreffend der elektrischen Verbindung symmetrisch aufgebaut sind. Im englischen Sprachraum werden solche speziellen symmetrischen Verbindungen als englisch genderless connector, dt. in etwa „geschlechtslose Verbinder“, bezeichnet. Die mechanische Fixierung und Halterung erfolgt über ein außen am Steckergehäuse angebrachtes Gewinde, welches entweder mit einem Einbaugewinde (englisch Recessed thread) oder als Überwurfgewinde (englisch Protruding thread) ausgeführt ist. Die Verbinder wurden Mitte der 1960er von Hewlett-Packard und Amphenol entwickelt und in den Folgejahren von weiteren Herstellern übernommen. Sie stellen einen Industriestandard dar.

## Motivation
Durch den symmetrischen Aufbau weisen APC-Verbindungen betreffend der bei Hochfrequenzanwendungen wesentlichen Streuparameter (S-Parameter) symmetrische Eigenschaften auf und können beliebig untereinander kombiniert werden. Bei einem herkömmlichen System bestehend aus einem Stecker (männlich) und einer Buchse (weiblich) weisen die beiden Elemente unterschiedliche Streuparameter auf. Dieser Umstand spielt dann bei messtechnischen Anwendungen wie Netzwerkanalysatoren eine Rolle, wenn durch eine Kalibrierung systematische Fehler im Messaufbau eliminiert werden. Systematische Fehler sind unter anderem durch den Aufbau des Hochfrequenzsteckers bedingt. Wird die Kalibrierung des Netzwerkanalysators mit einem Stecker im Messpfad aufgeführt und nachfolgend bei der Messung des zu untersuchenden Prüflings an der Position eine Buchse eingesetzt, kommt es zu einem Messfehler, welcher nicht durch die Kalibrierung abgedeckt ist und zu vermeiden ist.
Durch die Verwendung von symmetrischen Verbindungen werden die unterschiedlichen S-Parameter von Steckern und den dazu passenden Buchsen in der Messanordnung vermieden. APC-Verbindungen finden daher primär im Bereich von Netzwerkanalysatoren bei Messanwendungen über 1 GHz Anwendung. Weitere Anwendungen liegen im Bereich der Avionik und der Militärtechnik.

## Typen
Es gibt mehrere Typen von APC-Verbindungen. Übliche sind die APC-2.4 und APC-3.5 mit einer oberen Grenzfrequenz von 50 GHz bzw. 34 GHz. Die in der elektrischen Messtechnik bei mittleren Netzwerkanalysatoren eingesetzten Verbindungen sind meist die APC-7, welche bis zu einer Grenzfrequenz von 18 GHz verwendet werden können. Von APC-7 gibt es die Variante APC-N, welche mit den N-Steckern ohne Umsetzer direkt zusammengesteckt werden können. Der Leitungswellenwiderstand beträgt bei allen APC-Verbindungen einheitlich 50 Ω.